# Sergey Samodin
Bản mẫu:Eastern Slavic name
Sergey Alexandrovich Samodin (tiếng Nga: Серге́й Александрович Самодин; sinh ngày 14 tháng 2 năm 1985) là một cầu thủ bóng đá người Nga thi đấu ở vị trí tiền đạo. Anh thi đấu cho F.K. Krylia Sovetov Samara.

## Sự nghiệp câu lạc bộ
Samodin trước đó thi đấu cho CSKA Moskva từ 2002 đến 2005, và sau đó câu lạc bộ nghiệp dư F.K. Nizhny Novgorod năm 2006 ghi 20 bàn trng 40 trận, trước khi đến Dnipro. Anh ra mắt cho Dnipro vào ngày 3 tháng 3 năm 2007 trong trận hòa 1–1 cùng với FC Illychivets Mariupol.
Vào tháng 1 năm 2014, Samodin ký hợp đồng 2,5 năm cùng với Mordovia Saransk.

## Sự nghiệp quốc tế
Samodin thi đấu cho U-21 Nga.

## Thống kê sự nghiệp
Tính đến 10 tháng 3 năm 2018
| Câu lạc bộ              | Mùa giải             | Giải vô địch                    | Giải vô địch | Giải vô địch | Cúp     | Cúp       | Châu lục | Châu lục  | Khác    | Khác      | Tổng cộng | Tổng cộng |
| Câu lạc bộ              | Mùa giải             | Hạng đấu                        | Số trận      | Bàn thắng    | Số trận | Bàn thắng | Số trận  | Bàn thắng | Số trận | Bàn thắng | Số trận   | Bàn thắng |
| ----------------------- | -------------------- | ------------------------------- | ------------ | ------------ | ------- | --------- | -------- | --------- | ------- | --------- | --------- | --------- |
| Krasnodar-2000          | 2001                 | PFL                             | 13           | 5            | 1       | 0         | –        | –         | –       | –         | 14        | 5         |
| CSKA Moskva             | 2002                 | Giải bóng đá ngoại hạng Nga     | 0            | 0            | 0       | 0         | 0        | 0         | –       | –         | 0         | 0         |
| CSKA Moskva             | 2003                 | Giải bóng đá ngoại hạng Nga     | 2            | 0            | 1       | 0         | 2        | 0         | 1       | 0         | 6         | 0         |
| CSKA Moskva             | 2004                 | Giải bóng đá ngoại hạng Nga     | 0            | 0            | 1       | 0         | 0        | 0         | –       | –         | 1         | 0         |
| CSKA Moskva             | 2005                 | Giải bóng đá ngoại hạng Nga     | 12           | 0            | 3       | 2         | 5        | 1         | –       | –         | 20        | 3         |
| CSKA Moskva             | Tổng cộng            | Tổng cộng                       | 14           | 0            | 5       | 2         | 7        | 1         | 1       | 0         | 27        | 3         |
| Spartak Nizhny Novgorod | 2006                 | FNL                             | 40           | 20           | 2       | 1         | –        | –         | –       | –         | 42        | 21        |
| Dnipro Dnipropetrovsk   | 2006–07              | Giải bóng đá ngoại hạng Ukraina | 13           | 3            | –       | –         | –        | –         | –       | –         | 13        | 3         |
| Dnipro Dnipropetrovsk   | 2007–08              | Giải bóng đá ngoại hạng Ukraina | 27           | 8            | 1       | 0         | 4        | 1         | –       | –         | 32        | 9         |
| Dnipro Dnipropetrovsk   | 2008–09              | Giải bóng đá ngoại hạng Ukraina | 8            | 0            | 1       | 0         | 1        | 1         | –       | –         | 10        | 1         |
| Dnipro Dnipropetrovsk   | 2009–10              | Giải bóng đá ngoại hạng Ukraina | 10           | 2            | 2       | 0         | –        | –         | –       | –         | 12        | 2         |
| Dnipro Dnipropetrovsk   | Tổng cộng            | Tổng cộng                       | 58           | 13           | 4       | 0         | 5        | 2         | 0       | 0         | 67        | 15        |
| Arsenal Kyiv            | 2010–11              | Giải bóng đá ngoại hạng Ukraina | 19           | 2            | 3       | 3         | –        | –         | –       | –         | 22        | 5         |
| Arsenal Kyiv            | 2011–12              | Giải bóng đá ngoại hạng Ukraina | 1            | 0            | –       | –         | –        | –         | –       | –         | 1         | 0         |
| Arsenal Kyiv            | Tổng cộng            | Tổng cộng                       | 20           | 2            | 3       | 3         | 0        | 0         | 0       | 0         | 23        | 5         |
| Kryvbas Kryvyi Rih      | 2011–12              | Giải bóng đá ngoại hạng Ukraina | 22           | 7            | 1       | 0         | –        | –         | –       | –         | 23        | 7         |
| Kryvbas Kryvyi Rih      | 2012–13              | Giải bóng đá ngoại hạng Ukraina | 26           | 10           | 1       | 1         | –        | –         | –       | –         | 27        | 11        |
| Kryvbas Kryvyi Rih      | Tổng cộng            | Tổng cộng                       | 48           | 17           | 2       | 1         | 0        | 0         | 0       | 0         | 50        | 18        |
| Chornomorets Odesa      | 2013–14              | Giải bóng đá ngoại hạng Ukraina | 13           | 2            | 1       | 0         | 8        | 1         | –       | –         | 22        | 3         |
| Mordovia Saransk        | 2013–14              | FNL                             | 10           | 2            | 1       | 1         | –        | –         | –       | –         | 11        | 3         |
| Shinnik Yaroslavl       | 2014–15              | FNL                             | 17           | 11           | 3       | 2         | –        | –         | –       | –         | 20        | 13        |
| Mordovia Saransk        | 2014–15              | Giải bóng đá ngoại hạng Nga     | 7            | 0            | 1       | 0         | –        | –         | –       | –         | 8         | 0         |
| Mordovia Saransk        | 2015–16              | Giải bóng đá ngoại hạng Nga     | 17           | 3            | 1       | 0         | –        | –         | –       | –         | 18        | 3         |
| Mordovia Saransk        | Tổng cộng (2 spells) | Tổng cộng (2 spells)            | 34           | 5            | 3       | 1         | 0        | 0         | 0       | 0         | 37        | 6         |
| Tom Tomsk               | 2016–17              | Giải bóng đá ngoại hạng Nga     | 12           | 1            | 0       | 0         | –        | –         | –       | –         | 12        | 1         |
| Yenisey Krasnoyarsk     | 2016–17              | FNL                             | 12           | 10           | –       | –         | –        | –         | 2       | 0         | 14        | 10        |
| Krylia Sovetov Samara   | 2017–18              | FNL                             | 25           | 8            | 2       | 0         | –        | –         | –       | –         | 27        | 8         |
| Tổng cộng sự nghiệp     | Tổng cộng sự nghiệp  | Tổng cộng sự nghiệp             | 306          | 94           | 26      | 10        | 20       | 4         | 3       | 0         | 355       | 108       |